# Circonscription de Guelmim-Oued Noun

Carte de la circonscription.

La circonscription de Guelmim-Oued Noun est la circonscription législative marocaine de la région de Guelmim-Oued Noun. Elle est l'une des douze circonscriptions législatives régionales créées après la réforme électorale de 2021. Elle est représentée dans la XIe législature par Yasmina Hajji, Khaoula El Kharchi, Batoul Abladi, Nadia Bouaida et Aicha Zelfa.

## Historique des élections

### Élections de 2021
| Parti       | Parti                                                       | Voix    | %      | Député(s) élus     |  |
| ----------- | ----------------------------------------------------------- | ------- | ------ | ------------------ |  |
|             | Parti authenticité et modernité (PAM)                       | 50 660  | 30,37  | Yasmina Hajji      |  |
|             | Rassemblement national des indépendants                     | 49 742  | 29,82  | Nadia Bouaida      |  |
|             | Parti de l'Istiqlal (PI)                                    | 22 200  | 13,31  | Khaoula El Kharchi |  |
|             | Union socialiste des forces populaires (USFP)               | 9 003   | 5,40   | Aicha Zelfa        |  |
|             | Parti de la justice et du développement (PJD)               | 7 347   | 4,40   | Batoul Abladi      |  |
|             | Parti du progrès et du socialisme (PPS)                     | 6 570   | 3,94   |                    |  |
|             | Mouvement populaire (MP)                                    | 5 447   | 3,26   |                    |  |
|             | Parti de la réforme et du développement (PRD)               | 3 456   | 2,07   |                    |  |
|             | Mouvement démocratique et social (MDS)                      | 2 320   | 1,39   |                    |  |
|             | Parti de l'environnement et du développement durable (PEDD) | 2 235   | 1,34   |                    |  |
|             | Parti des Néo-Démocrates (PND)                              | 1 464   | 0,88   |                    |  |
|             | Parti de l'Espoir (PE)                                      | 858     | 0,51   |                    |  |
|             | Parti vert marocain (PVM)                                   | 779     | 0,47   |                    |  |
|             | Parti marocain libéral (PML)                                | 721     | 0,43   |                    |  |
|             | Parti démocratique de l'indépendance (PDI)                  | 692     | 0,41   |                    |  |
|             | Alliance de la fédération de gauche (AGD)                   | 608     | 0,36   |                    |  |
|             | Parti du centre social (PCS)                                | 528     | 0,32   |                    |  |
|             | Parti de la société démocratique (PSD)                      | 481     | 0,29   |                    |  |
|             | Parti socialiste unifié (PSU)                               | 402     | 0,24   |                    |  |
|             | Front des forces démocratiques (FFD)                        | 401     | 0,24   |                    |  |
|             | Parti de la liberté et de la justice sociale (PLJS)         | 301     | 0,18   |                    |  |
|             | Parti de l'unité et de la démocratie (PUD)                  | 297     | 0,18   |                    |  |
|             | Parti travailliste (PT)                                     | 203     | 0,12   |                    |  |
|             | Union marocaine pour la démocratie (UMD)                    | 94      | 0,06   |                    |  |
|             | Parti de la renaissance (PAN)                               | 25      | 0,01   |                    |  |
|             |                                                             |         |        |                    |  |
| Inscrits    | Inscrits                                                    | 261 127 | 100,00 |                    |  |
| Abstentions | Abstentions                                                 | 94 293  | 36,11  |                    |  |
| Exprimés    | Exprimés                                                    | 166 834 | 63,89  |                    |  |